# Invasion de Bornéo (1941-1942)
Pour l’article homonyme, voir Bataille de Bornéo (1945).
Seconde Guerre mondiale – Guerre du Pacifique
Batailles
Invasion des Indes orientales néerlandaises
- Bornéo (1941-1942)
- Manado
- Tarakan (1942)
- Balikpapan (1942)
- Amboine
- Makassar
- Sumatra
- Badung
- Timor
- Première bataille de la mer de Java
- Détroit de la Sonde
- Java
- Seconde bataille de la mer de Java

Japon :
- Raid de Doolittle
- Bombardements stratégiques sur le Japon (Tokyo
- Yokosuka
- Kure
- Hiroshima et Nagasaki)
- Raids aériens japonais des îles Mariannes
- Campagne des archipels Ogasawara et Ryūkyū
- Opération Famine
- Bombardements navals alliés sur le Japon
- Baie de Sagami
- Invasion de Sakhaline
- Invasion des îles Kouriles
- Opération Downfall
- Reddition du Japon

Pacifique central :
- Pearl Harbor
- Guam (1941)
- Wake
- Raid sur les îles Gilbert et Marshall
- Opération K
- Midway
- Opération RY
- Campagne des îles Gilbert et Marshall
- Campagne des îles Mariannes et Palaos
- Campagne des archipels Ogasawara et Ryūkyū
- Opération Inmate

Pacifique du sud-ouest :
- Nauru
- Invasion des Philippines (1941-42)
- Invasion des Indes orientales néerlandaises
- Opérations de l'Axe dans les eaux australiennes
- Raids aériens japonais sur l'Australie (1942-43)
- Opération Ke
- Campagne des îles Salomon
- Campagne de Nouvelle-Guinée
- Campagne des Philippines
- Campagne de Bornéo (1945)

Asie du sud-est :
- Invasion de l'Indochine (1940)
- Océan Indien (1940-45)
- Guerre franco-thaïlandaise
- Invasion de la Thaïlande
- Campagne de Malaisie
- Hong Kong
- Singapour
- Campagne de Birmanie
- Opération Kita
- Indochine (1945)
- Détroit de Malacca
- Opération Jurist
- Opération Tiderace
- Opération Zipper
- Bombardements stratégiques (1944-45)

Guerre sino-japonaise
Front d'Europe de l’Ouest
Front d'Europe de l’Est
Bataille de l'Atlantique
Campagnes d'Afrique, du Moyen-Orient et de Méditerranée
Théâtre américain
L'invasion de Bornéo de 1941 et 1942 se déroula durant la Seconde Guerre mondiale, dans le cadre de la campagne des Indes orientales néerlandaises, et vit la prise de contrôle de l'île de Bornéo par les troupes de l'empire du Japon.

## Contexte
En 1941, l'île de Bornéo était divisée entre le Royaume-Uni et les Pays-Bas, comptant d'une part les possessions britanniques de Bornéo du Nord et de Labuan, ainsi que les protectorats du royaume de Sarawak (toujours gouverné par la dynastie des Rajah blancs descendants de James Brooke) et de Brunei, et d'autre part le territoire de Kalimantan, appartenant aux Indes orientales néerlandaises. Si l'Armée royale des Indes néerlandaises stationnait des troupes à Bornéo, l'administration coloniale néerlandaise était alors coupée de sa métropole, occupée par l'Allemagne nazie depuis l'invasion de 1940.
L'empire du Japon, qui menait depuis 1937 une guerre de longue haleine en Chine et venait de déclarer la guerre aux pays occidentaux en déclenchant la guerre du Pacifique par l'attaque des possessions britanniques et américaines, avait de gros besoins en carburant. La prise de Bornéo, dont le sol était très riche en pétrole, notamment grâce aux gisements de Tarakan, Balikpapan et Banjarmasin, était un point essentiel dans la stratégie des Japonais, qui visaient pour la même raison le reste du territoire des Indes orientales néerlandaises. Le contrôle de l'île assurait également des bases stratégiques nécessaires pour le contrôle de Java, Sumatra et Sulawesi, ainsi que de la Malaisie, où une autre offensive japonaise était alors en cours.

## Offensive
Deux des principales cibles japonaises étaient les puits de Miri, à Sarawak, et de Seria, à Brunei. Sarawak ne disposait pas de réelle force armée, malgré la présence d'un contingent britannique et la reformation récente du corps des Sarawak Rangers. En apprenant l'attaque de Pearl Harbor, le gouvernement de Sarawak fit détruire les puits, ainsi que la raffinerie de Lutong.
Le 13 décembre 1941, un contingent de 4 500 soldats japonais, envoyé depuis Canton en Chine, partit des bases nippones en Indochine française, accompagné de trois destroyers et d'un sous-marin.

### Prise de contrôle du Nord de l'île
Le 15 décembre, les troupes japonaises débarquèrent, prenant Miri, Seria et Lutong sans grandes difficultés. Le 16, les Japonais débarquèrent à Kuala Bait, et prirent le contrôle de Brunei en six jours, les Britanniques n'organisant aucune défense en dépit d'accords passés avec le sultanat. Le 31 décembre, les forces commandées par le lieutenant-colonel Watanabe avancèrent sur Labuan et Jesselton, débarquant le 18 janvier à Sandakan, siège de l'administration coloniale. Le gouverneur britannique de Bornéo du Nord ne disposait que de 650 hommes, et dut se rendre le lendemain.

### Bataille au Sud
À la fin décembre, l'aviation japonaise bombarda l'aérodrome de Singkawang, pour empêcher une contre-attaque de l'Aviation royale des Indes orientales néerlandaises. Les Japonais débarquèrent à Cape Sipang le 24 décembre, où ils affrontèrent et maîtrisèrent un détachement du 2e bataillon du 15e régiment Punjab de l'Indian Army.
Le 25 décembre, les Japonais prirent l'aérodrome de Kuching, tandis que les troupes alliées faisaient retraite à travers la jungle jusqu'à Singkawang, qui fut prise à son tour le 29. Les troupes britanniques et néerlandaises battirent à nouveau en retraite vers le sud, et l'aérodrome néerlandais de Kotawaringin. La Marine impériale japonaise prit le contrôle du Sud et de l'Est de Kalimantan. Après dix semaines de résistance dans la jungle, les troupes alliées finirent par se rendre le 1er avril.
L'île fut occupée par les Japonais jusqu'en 1945, quand les Alliés lancèrent la seconde bataille de Bornéo.